# Stare Juchy (gmina)
Stare Juchy – gmina wiejska w województwie warmińsko-mazurskim, w powiecie ełckim. W latach 1975–1998 gmina położona była w województwie suwalskim.
Siedziba gminy to Stare Juchy.
Według danych z 30 czerwca 2004 gminę zamieszkiwały 4023 osoby. Natomiast według danych z 31 grudnia 2019 roku gminę zamieszkiwało 3733 osób.

## Struktura powierzchni
Według danych z roku 2002 gmina Stare Juchy ma obszar 196,55 km², w tym:
- użytki rolne: 59%
- użytki leśne: 17%

Gmina stanowi 17,68% powierzchni powiatu.

## Demografia

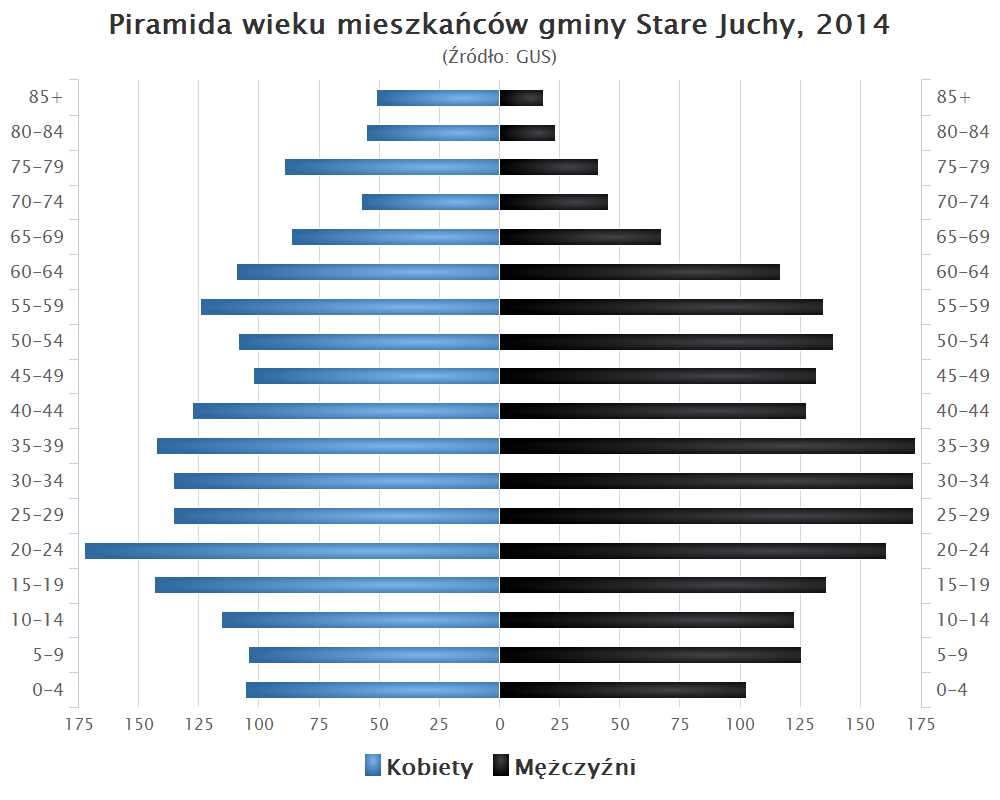
Piramida wieku mieszkańców gminy Stare Juchy w 2014 roku

Dane z 30 czerwca 2004:
| Opis                              | Ogółem | Ogółem | Kobiety | Kobiety | Mężczyźni | Mężczyźni |
| --------------------------------- | ------ | ------ | ------- | ------- | --------- | --------- |
| jednostka                         | osób   | %      | osób    | %       | osób      | %         |
| populacja                         | 4023   | 100    | 1976    | 49,1    | 2047      | 50,9      |
| gęstość zaludnienia (mieszk./km²) | 20,5   | 20,5   | 10,1    | 10,1    | 10,4      | 10,4      |

## Wójtowie Starych Juch (od 1990)
- Danuta Kawecka (1990 - 2006)
- Ewa Jurkowska-Kawałko (od 2006)

## Sołectwa
Bałamutowo, Czerwonka, Dobra Wola, Gorło, Gorłówko, Grabnik, Jeziorowskie, Kałtki, Królowa Wola, Laśmiady, Liski, Nowe Krzywe, Olszewo, Orzechowo, Ostrów, Panistruga, Płowce, Rogale, Rogalik, Sikory Juskie, Skomack Wielki, Stare Juchy, Stare Krzywe, Szczecinowo, Zawady Ełckie.

## Sąsiednie gminy
Ełk, Orzysz, Świętajno, Wydminy